# 氣相色譜法-質譜聯用

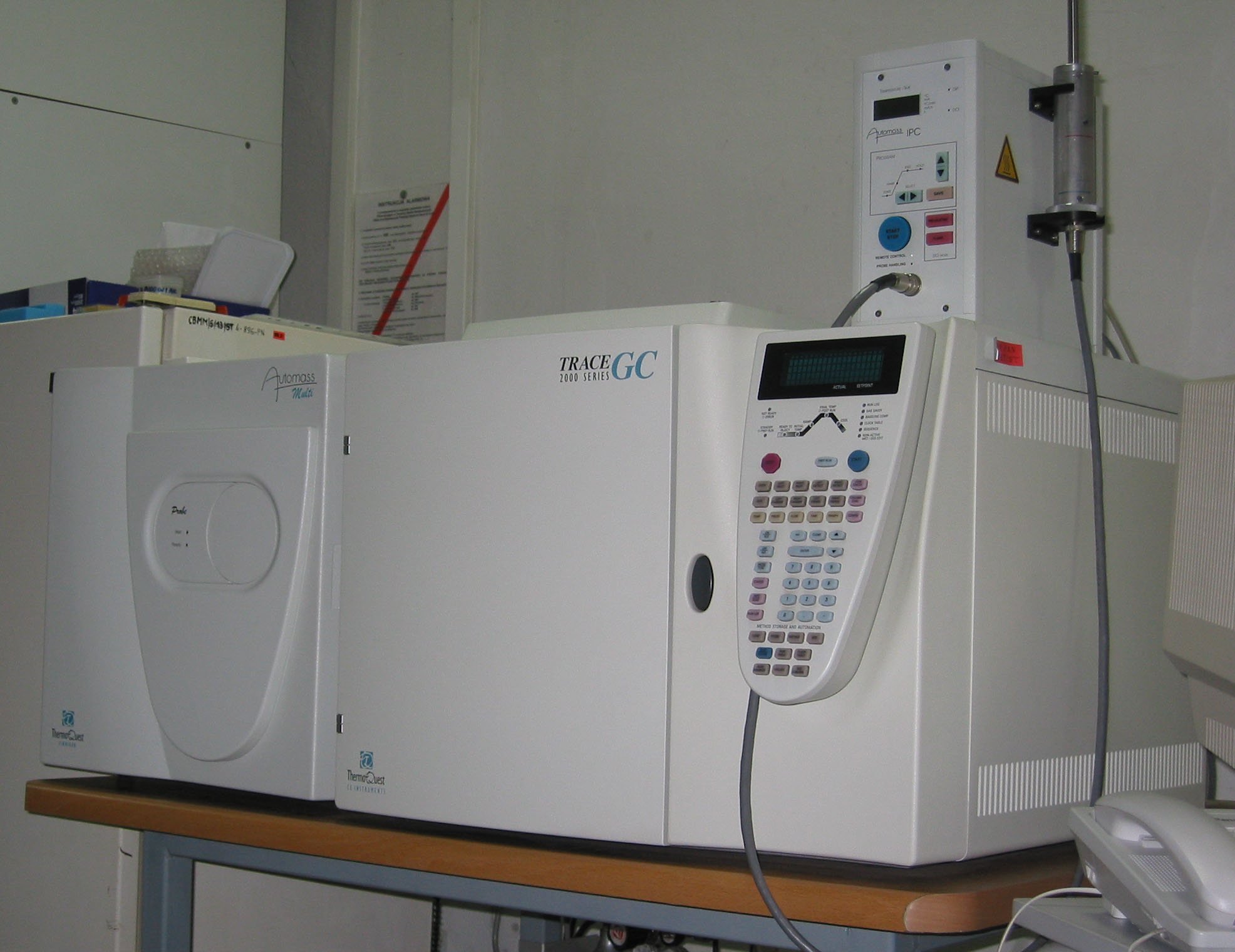
GC-MS儀器的範例

氣相色譜法–質譜法聯用（英語：Gas chromatography–mass spectrometry，簡稱气质联用，英文缩写GC-MS）是一種結合氣相色譜法和質譜法的特性，在試樣中鑒別不同物質的分析的方法。GC-MS的使用包括藥物檢測（主要用于監督藥物的濫用）、火災調查、環境分析、爆炸調查和未知樣品的測定。GC-MS 也用于為保障機場安全測定行李和人體中的物質。另外，GC-MS還可以用于識別物質中以前認為在未被識別前就已經蛻變了的痕量元素。
GC-MS已經被廣泛地譽為司法學物質鑒定的金標方法，因為它被用于進行“專一性測試”。所謂“專一性測試”就是能十分肯定地在一個給定的試樣中識別出某個物質的實際存在。而非專一性測試則只能指出試樣中有哪類物質存在。儘管非專一性測試能夠用統計的方法提示該物質具體是那種物質，但存在識別上的正偏差。

## 歷史
用質譜儀作為氣相色譜的檢測器是上個世紀50年代期間由Roland Gohlke和Fred McLafferty首先開發的。當時所使用的敏感的質譜儀體積龐大、容易損壞只能作為固定的實驗室裝置使用。
價格適中且小型化的電腦的開發為這一儀器使用的簡單化提供了幫助，并且，大大地改善了分析樣品所花的時間。1964年，美國電子聯合公司（Electronic Associates, Inc. 簡稱EAI)-美國模擬計算機供應商的先驅在開始開發電腦控制的四極桿質譜儀Robert E. Finnigan的指導下開始開發電腦控制的四極桿質譜儀。到了1966年，Finnigan和Mike Uthe的EAI分部合作售出500多臺四極桿殘留氣體分析儀。1967年，Finnigan儀器公司the （Finnigan Instrument Corporation，簡稱FIC）組建就緒，1968年初就給斯坦福大學和普渡大學發送了第一臺GC/MS的最早雛型。Finnigan仪器公司在1990年被Thermo Instrument Systems（后来的Thermo Fisher Scientific）收购,并且繼續持世界GC/MS系統研發、生產之牛耳。
1996年，當時最尖端的高速GC-MS （the top-of-the-line high-speed GC-MS units）單元在不到90秒的時間里，完成了火災助燃物的分析，然而，如果使用第一代GC-MS至少需要16分鐘。到2000年使用四極桿技術的電腦化的GC/MS儀器已經化學研究和有機物分析的必不可少的儀器。今天電腦化的GC/MS儀器被廣泛地用在水、空氣、土壤等的環境檢測中；同時也用于農業調控、食品安全、以及醫藥產品的發現和生產中。

## 儀器設備

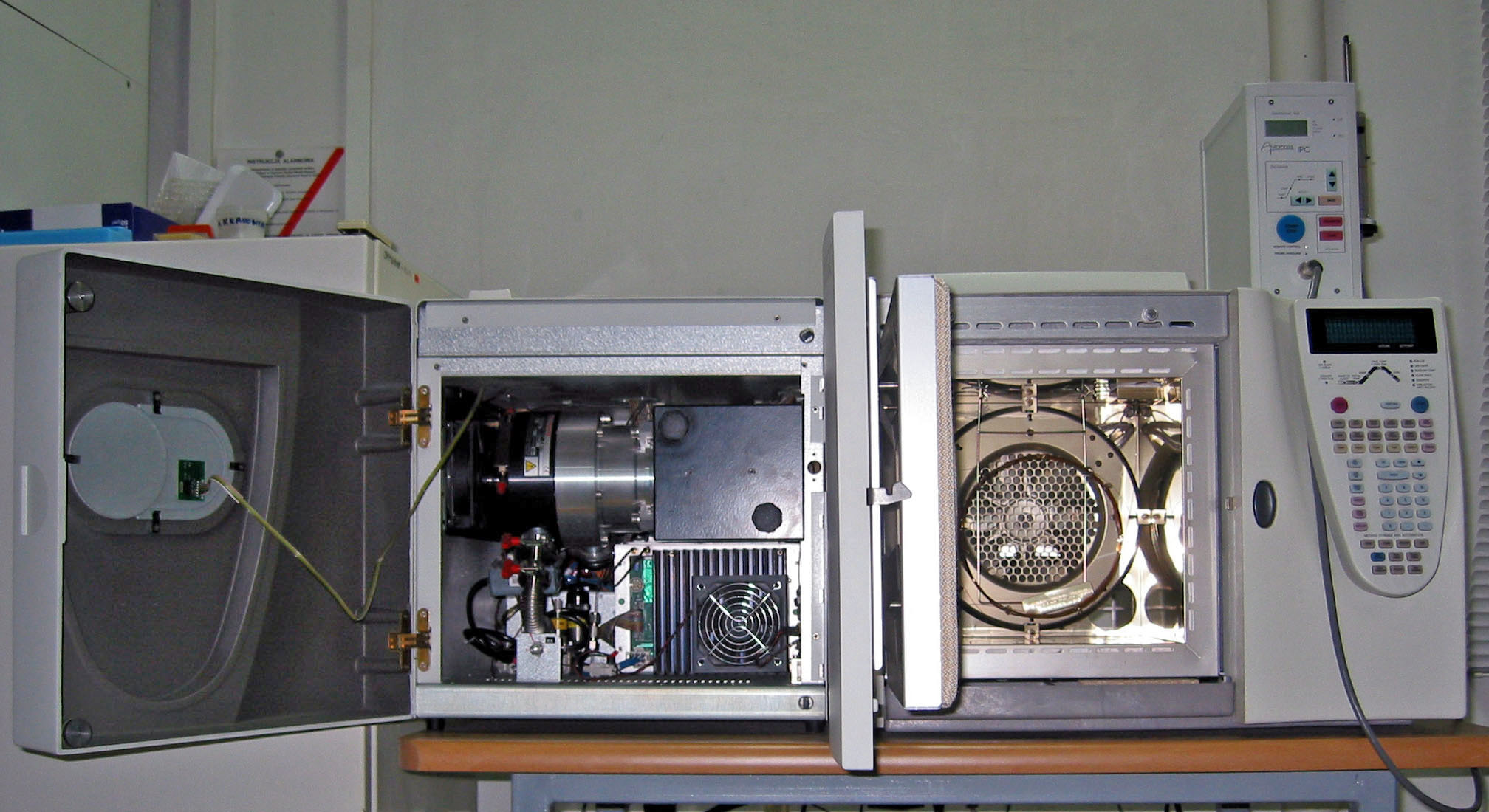
The insides of the GC-MS, with the column of the gas chromatograph in the oven on the right.

氣質聯用色譜是由兩個主要部分組成：即氣相色譜部分和質譜部分。氣相色譜使用毛細管柱，其關鍵參數是柱的尺寸（長度、直徑、液膜厚度...等,理論板高影響譜帶展寬程度）、固定相性質（影響分配比,例如，5％苯基聚硅氧烷）及管柱溫度（GC prefer）。當試樣流經柱子時，根據各組分分子的化學性質的差異而得到分離。分子被柱子所保留，然后，在不同時間（叫做保留時間,retention time）流出柱子。流出柱子的分子被下游的質譜分析器各自捕獲，離子化、加速、偏向、最終分別測定離子化的分子。質譜儀是通過把每個分子斷裂成離子化碎片并通過其質荷比來進行測定。

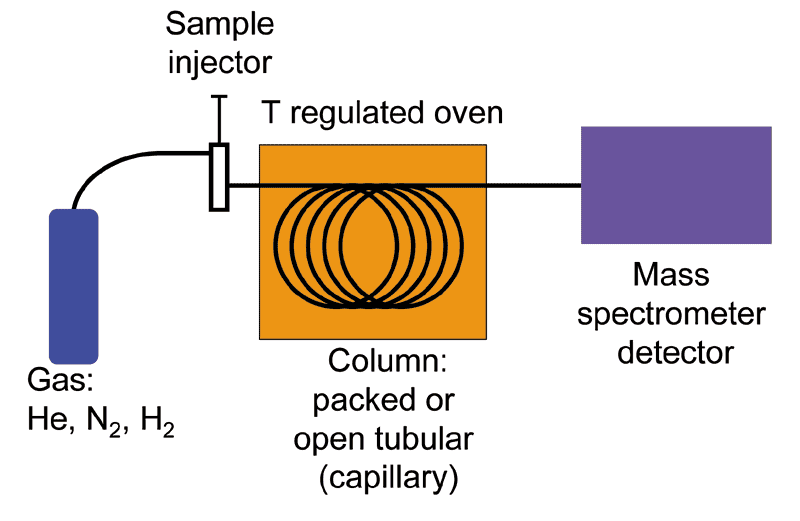
GC-MS schematic

把氣相色譜和質譜這兩部分放在一起使用要比單獨使用那一部分對物質的識別及定量都會精細很多很多倍(mg/L to ng/L)。單用氣相色譜或質譜是不可能精確地識別一種特定的分子的。但通常，質譜儀處理需要非常純的樣品，而使用傳統的檢測器的氣相色譜（如，火焰離子化檢測器）當有多種分子通過色譜柱的時間一樣時（即具有相同的保留時間）不能予以區分，這樣會導致兩種或多種分子在同一時間流出柱子。在單獨使用質譜檢測器時，也會出現樣式相似的離子化碎片。將這兩種方法結合起來則能減少誤差的可能性，因為兩種分子同時具有相同的色譜行為和質譜行為實屬非常罕見。因而，當一張分子識別質譜圖出現在某一特定的GC-MS分析的保留時間時，將典型地增高了對樣品中感興趣的被分析物的確定性。

### GC-MS吹掃和捕集
在分析揮發性化合物時，可以用吹掃和捕獲（Purge and Trap ，P&T）濃縮器系統導入樣品。
提取目標被分析物，并與水混合，然后導入氣密性室。用惰性氣體，比如氮氣(N2)往水中鼓泡；這就叫做吹掃。揮發性化合物運動到水上方的頂空（headspace）。并被壓力梯度驅使（由引入吹掃氣體所引起）流出氣密室。這些揮發性化合物被沿著頂線抽往“阱”。阱是一個裝有吸附材料的、處于室溫下的柱子。它將通過把這些揮發性化合物轉化成液相而保持住。然后，加熱給阱樣品化合物經過一個揮發性界面被引入GC-MS柱，阱在這里相當一個分流進樣系統。P&T GC-MS特別使用于揮發性有機化合物（volatile organic compounds ，VOCs）和BTEX（英文苯benzene、甲苯toluene、乙苯Ethylbenzene和二甲苯xylene的字頭縮寫） 化合物（與石油有關的芳香化合物）

### 質譜檢測器的類型
和氣相色譜(GC)聯合使用的質譜的最常見類型是四極桿質譜儀，有時根據惠普（現在的安捷倫科技）的商品名叫做“質量選擇檢測器”（MSD）。其他相對普遍的是離子阱質譜儀。另外，扇形磁場質譜儀氣質聯用中也有使用，然而，這些特別的儀器價格昂貴，體積龐大不適用于高通量服務的實驗室。氣質聯用中還可能遇到的其他的質譜檢測器有：飛行時間檢測器（time of flight ，TOF）、串聯四極桿檢測器（tandem quadrupoles ，MS-MS)（請見下面內容。）或在離子阱的情況下MSn這里n指的是質譜級數。

### GC-串聯MS
當第二階段的質譜片段加入時，例如，在四極桿儀器中使用第二個四極桿，就叫做串聯的MS (MS/MS)。MS/MS有時可用于在高的試樣基質背景下為小量的目標化合物定量。
第一個四極桿(Q1)與碰撞室(q2)以及另一個四極桿(Q3)相連。根據MS/MS分析操作的模式，兩個四極桿都可被用于掃描或靜態模式。分析的類型包括產物離子掃描、前體離子掃描。選擇的反應監視（Selected Reaction Monitoring ，SRM)（有時也叫多反應監視（Multiple Reaction Monitoring ，MRM）和中性丢失掃描（Neutral Loss Scan）。例如，當Q1以靜態模式前，（像在SIM中那樣，僅僅觀察一個質量），而Q3是以掃描模式，我們取得一幅叫做產物離子譜的譜圖（也叫“子”譜）。從這張譜圖上，我們可以選擇一個突出的產物離子，它可能是選定的前體離子的產物離子。這種配對的方法叫“躍遷（transition）”它構成了SRM的基礎。SRM是高度特異性的并且幾乎完全消除了基質背景。

## 分析
典型的質譜檢測有兩種途徑：全程掃描和選擇性離子檢測（Selective Ion Monitoring ，SIM)。典型的GC-MS能夠根據對儀器的設定，分別地或同時地執行這兩種功能。

### MS全程掃描
當以全程掃描方式收集數據時，確定一個質量片段目標範圍並輸入儀器。一個典型的檢測質量片段的廣度範圍可以是質荷比（m/z）50到質荷比400。掃描範圍的確定很大程度上決定於分析者預期試樣中所含的物質，同時要考慮容易和其他可能的干擾成分。MS不應設定成尋找太低質量的片段，否則，會測到空氣（發現如質荷比為28的氮氣），二氧化碳（m/z=44）或其他可能的干擾。另外，如果選擇一個很大的掃描範圍，由於每次掃描必須測定很寬的質量範圍，所耗費的時間長，結構每秒鐘掃描的次數減少，從而降低儀器的靈敏度。
全程掃描對于測定試樣中的未知化合物有用。當需要證實或解析試樣中的化合物時，它比SIM能提供更多的信息。在開發儀器方法的時候，通常首先用全程掃描模式分析被測試的溶液確定保留時間和質量碎片指紋圖，然后，轉向SIM儀器方法。

### 選擇性離子檢測
當在儀器方法中輸入選擇監測（selected ion monitoring ，SIM）某種離子片段時，僅有那些質量的片段被質譜儀監測。SIM的優點是由于每次掃描時，儀器僅尋找少量片段（比如，三個片段）其監測限較低。每秒鐘能進行更多次的掃描。由于僅僅監測所感興趣的幾個質量片段，基質干擾典型的低，為進一步確證潛在的陽性結果的可能性，相對重要的是與已知參比標準進行比較確定各種離子片段的離子比。

### 離子化類型
在分子通過柱子后，流經連接管線進入質譜儀，然后，被用各種方法離子化，每一次僅用其中的一種方法。一旦樣品被打成碎片后，將被監測。通常用電子倍增二極管檢測。電子倍增二極管將離子化的質量片段轉化成電信號后進行測定。
離子化技術是不依賴于使用全程掃描還是SIM的。

#### 電子離子化
到目前為止，最常用的也許是標準形式的離子化過程是電子離子化（electron ionization，EI，也即電子電離）。分子進入MS（其源為四極桿或離子阱MS的離子阱本身），在那里他們被由燈絲射出的電子所轟擊。這里的燈絲不很像標準電燈泡里的燈絲。電子以特定的、可以重復的方式將分子擊成片段。這一“硬離子化”技術導致產生更多低質荷比(m/z)的碎片，如果，仍存在的話，也非常少接近分子質量單位的物種。質譜專家所說的“硬離子化”是使用分子電子轟擊，而所謂“軟質子化”是由導入的氣體和分子碰撞使分子帶電荷。分子片段的模式依賴于應用于系統的電子的能量，典型的是70 eV（電子伏特）。使用70 eV能方便所產生的譜圖和制造商提供的圖庫軟件或美國國家標準研究所（the National Institute of Standards NIST-USA）開發的圖庫軟件里的標準質譜進行比較。圖庫的搜索使用匹配算法，比如基于幾率的匹配
和基于點積的匹配。
許多標準化方法機構和儀器制造商s:寫過用于分析方法中使用的匹配方法NIST （页面存档备份，存于）, Wiley （页面存档备份，存于）、AAFS （页面存档备份，存于）, 譜庫包括的範圍可以在這里檢索 Compound Search （页面存档备份，存于）。

#### 化學離子化
在化學質譜法中，是將一種氣體，典型地是甲烷或氨氣引入質譜儀中。根據所選擇的技術（正CI（chemical ionization化學離子化）或負CI）該試劑氣體將與電子和被分析物發生作用引起感興趣的分子的‘軟’離子化。較軟的化學離子化與硬的化學離子化相比將較低程度的造成分子碎片化。使用化學離子化的主要益處之一是產生緊密對應于感興趣的被分析物的分子量的質量碎片。
正的化學離子化
在正的化學離子化（Positive Chemical Ionization ，PCI）中試劑氣體與目標分子相互作用，最經常是進行質子交換。這將產生相對大量的該物種。
負的化學離子化
在負化學離子化中（Negative Chemical Ionization ，NCI）試劑氣體降低自由電子對目標被分析物的碰撞。該降低了的能量典型地使大的碎片不再繼續斷裂，保持其大的含量。
儀器分析的最初目的是為一種物質定量。這要通過在產生的譜圖中比較各原子質量間的相對濃度來實現。有可能通過兩種方法實現定量分析。比較法和從頭分析法。比較分析的關鍵是將所獲得的被分析物的譜圖與譜庫里的譜圖進行比較，在譜庫中是否存在具有和該物質特征一致的樣品的譜圖。這種比較最好靠電腦來執行，因為由于標度的變化，會產生很多視覺上的扭曲。電腦同時還能關聯更多的數據，（比如，由氣相色譜測定的保留時間），以至獲得更精確的結果。
另一種方法是測量各質譜峰的相對峰高。在該方法中，將最高的質譜峰指定為100%，其他的峰根據對最高峰的相對比例標出其百分相對高度。將所有的大于3%相對高度的峰都進行標注。通常通過母體峰來確定未知化合物的總質量。用母體峰的總質量值與所推測的該化合物中所含元素的化學式相適配。對于具有許多同位素的元素，可以用譜圖中的同位素模式確定存在的元素。一旦化學式與譜圖相匹配，就能確定分子結構和成鍵方式,而且，必需和GC-MS記錄的特點相一致。典型地，這種測定是通過和儀器配備的程序自動進行的，儀器給出樣品中可能存在的元素的列表。
“全譜”分析考慮譜圖中所有的峰。與之相反，選擇性離子檢測（selective ion monitoring ，SIM)僅僅監測于特定物質相關的峰。這種方法是根據在特定的保留時間，一組離子是一個特定的化合物的特征的假設。這是一種快速、有效的分析方法，特別是分析者對樣品有些預知的信息或僅僅是尋找幾種特定的物質這種優點就更為突出。當在一個獲得的色譜峰中所搜集到的離子的信息量降低時，該分析的敏感度升高。所以，SIM分析能滿足檢測較小量的化合物，但是關于該化合物測定結果的確定性程度下降。

## 應用

### 環境檢測和清潔
在環境方面，GC-MS正在成為跟蹤持續有機物污染所選定的工具。GC-MS設備的費用已經顯著地降低，并且，同時其可靠性也已經提高。這樣就是該儀器更適合用于環境監測研究。對于一些化合物，如某些殺蟲劑和除草劑GC-MS的敏感度不夠，但對大多數環境樣品的有機物分析，其中包括許多主要類型的殺蟲劑，它是非常敏感和有效的。

### 刑事鑑識
GC-MS分析人身體上的小顆粒幫助將罪犯與罪行建立聯繫。用GC-MS進行火災殘留物的分析的分析方法已經很好的確立了起來。甚至，美國試驗材料學會確定了火災殘留物的分析標準。在這種分析中，GCMS/MS特別有用，因為試樣中常常含有非常復雜的基質，并且，法庭上使用的結果要求要有高的精確度。

### 執法方面的應用
GC-MS在麻醉毒品的監測方面的應用逐漸增多，甚至，最終會取代嗅藥犬。[1]GC-MS 也普遍地用于刑偵毒理學在嫌疑人、受害者或死者的生物標本中發現藥物和毒物。

### 運動反興奮劑分析
GC-MS也是用于運動反興奮劑實驗室，在運動員的尿樣中測試是否存在被禁用的體能促進類藥物的主要工具，例如，測定合成代謝類固醇類藥物。

### 社會安全
9·11后開發的爆炸物監測系統已經成為全美國飛機場設施的一部分。這些監測系統的操作依賴大量的技術，其中，許多是基于GC-MS的。美國聯邦航空管理局僅授權三家制造商提供這些系統，其中之一是Thermo Detection公司，以前叫Thermedics，它生產Egis爆炸物檢測器（EGIS是一個基于GC-MS爆炸物檢測線。另外兩家制造商是Barringer Technologies，現在被Smith's Detection Systems收買，和Ion Track Instruments，它是General Electric Infrastructure Security Systems的一部分。

### 食品、飲料和香水分析
食品和飲料中包含大量芳香化合物。一些是天然就存在于原材料中另外一些是在加工時形成的。GC-MS廣泛地用于分析這些化合物，它們包括：酯、脂肪酸、醇、醛、萜類等。GC-MS也用于測定由于腐壞和摻假所造成的污染物，這些污染物可能是有害的，而且，常常由政府有關部門對其實行控制。例如，殺蟲劑。

### 天體化學
幾臺GC-MS已經離開了地球。兩臺由海盗号（Viking ）項目帶上了火星。
金星計劃探測器（Venera） 11號和12號和先驱者金星计划探測器（Pioneer Venus）用GC-MS分析金星周圍的大氣。
卡西尼-惠更斯号探測任務(Cassini-Huygens mission)的惠更斯号探測器（Huygens probe）將GC-MS置放到土衛六（Titan）土星最大的衛星上。
2014年“羅塞塔號”探测器计划（the Rosetta mission）將使用手性GC-MS分析丘留莫夫－格拉西缅科彗星(67P／Churyumov-Gerasimenko)中的物質。

### 醫藥
十幾種先天性代謝疾病，也叫遗传性代谢缺陷（ ，缩写"IEM"）現在都可以通過新生兒篩檢試驗測到，特別是使用氣相色譜－質譜法進行監測。GC-MS可以測定尿中的化合物，甚至該化合物在非常小的濃度下都可被測出。這些化合物在正常人體內不存在，但出現在患代謝疾病的人群中。因而，該方法日益成為早期診斷IEM的常用方法，這樣及早指定治療方案最終導致更好的預后。目前能用GC-MS在出生時，通過尿液監測測出100種以上遺傳性代謝異常。
結合代謝物的同位素標記GC-MS用于測定代謝活性（metabolic activity）。大多數應用是基于使用13C作為標記，并且，用同位素比率質譜法（ ，缩写"IRMS"）測定13C-12C的比例；一臺MS裝有一個特別設計的檢測器，它測定幾種選擇的離子，并以比例的形式返回檢測值。

## 参阅
- 液相色譜法-質譜聯用